# Tyske Ludder
Tyske Ludder – niemiecki zespół sceny dark electro powstały w 1989 roku w Hoher Weg w Dolnej Saksonii. Fraza Tyske Ludder w dosłownym tłumaczeniu z duńskiego i norweskiego oznacza Niemieckie dziwki, a używana była w tych krajach wobec kobiet zaangażowanych emocjonalnie w związki z niemieckimi żołnierzami podczas II wojny światowej.

## Historia
Zespół Tyske Ludder założony został w roku 1989 przez Olafa i Alberta jako projekt wykonujący dark electro/EBM. Obaj nie byli nowicjuszami muzycznymi, zanim weszli na scenę elektro obaj grali w kilku zespołach z gatunku punk, new wave czy new romantic. Zakładając zespół przyjęli pewne założenia, jakie przesłania zespół chce przekazać słuchaczom. Miały to być m.in. rozmyślania nad dominacją technologii we współczesnym społeczeństwie czy koszmary jakie niosą za sobą wizje pokazujące tragedię wojen, szczególnie ówcześnie trwającej wojny w Jugosławii.
Do roku 1996 zespół wydał trzy albumy, nagrania grupy ukazały się też na rozmaitych kompilacjach. Wtedy jednak narastające konflikty i rozbieżne wizje muzyczne spowodowały zawieszenie działalności, które trwało aż do roku 2003. W roku 2004 zespół podjął prace nad materiałem na nową płytę, powrócił też do koncertowania na żywo. Długo wyczekiwania płyta Sojus ukazała się jednak dopiero po podpisaniu kontraktu z wytwórnią Black Rain w listopadzie 2005 roku. Pierwsza, mocno limitowana edycja albumu wyprzedana została w ciągu kilku dni. Jesienią 2006 roku ukazały się też zremasterowane reedycje trzech pierwszych albumów grupy.
W roku 2007 zespół rusza w duże tournee po Europie "Wintergewitter Tour 2007". Kolejny rok to m.in. występ na Infest Festival w Bradford. Rok 2009 to występy na Wave-Gotik-Treffen i M'era Luna. Podczas kolejnych edycji tych festiwali, jak również w ramach Amphi Festival, w następnych latach Tyske Ludder występować będzie jeszcze wielokrotnie.
Zespół Tyske Ludder gościł w Polsce 28 marca 2009 roku w Szczecinie, w ramach Wumpscut Release Party, kolejna wizyta odbyła się podczas tegorocznej (2018) edycji festiwalu Castle Party w Bolkowie.

## Styl muzyczny
Muzyka zespołu ewoluowała na przestrzeni lat, zawsze jednak pozostając w strefie elektro. Początkowe dźwięki ciężkiego, wręcz brutalnego elektro z czasem ustąpiły lżejszej formie muzyki zaliczanej wręcz do dance, z wyraźnym jednak dodatkiem industrialu. Jak wspomniano wyżej utwory w warstwie lirycznej starają się przekazać rozmyślania nad dominacją technologii we współczesnym społeczeństwie czy koszmary jakie niosą za sobą wizje pokazujące tragedię wojen, szczególnie ówczesnej wojny w Jugosławii, jak również militarne dążenia do przewagi nad światem Stanów Zjednoczonych i ich roszczenia do władzy i dominacji.   

## Skład zespołu
- Claus Albers (od 1989)
- Olaf A. Reimers (od 1989)
- Ralf Homann (od 1991)
- Jay Taylor (od 2014)

## Dyskografia

### Albumy
- 1994: Bombt die Mörder? – KM-MUSIK
- 1995: Dalmarnock – KM-MUSIK
- 2006: Союз (Sojus) – Black Rain
- 2006: Bombt die Mörder? – Re-Release z wieloma remiksami Black Rain
- 2006: Dalmarnock – Re-Release z wieloma remiksami Black Rain
- 2009: Anonymous - Black Rain
- 2011: Diaspora - Black Rain
- 2015: Evolution - Golden Core

### EP'ki
- 1996: Creutzfeld E.P. – EP KM-MUSIK
- 2006: Creutzfeld E.P. – Re-Release EP z wieloma remiksami Black Rain
- 2008: SCIENTific technOLOGY E.P. - EP Black Rain
- 2013: Bambule E.P. – EP Black Rain

### Remiksy i inne wydawnictwa
- 2006: In Sedens – Remix for Grandchaos – God Is Dead (Tyske Ludder Remix) (3:49) – Deathkon Media
- 2007: Methods To Madness – Remix for – Brain Leisure – Defect (Tyske Ludder Remix) (5:15) – Vendetta Music
- 2007: When Angels Die – Remix for E-Craft – FunnyStuff & Violence (BrutallyComeFirstRmx) (4:06) – COP International
- 2008: Blasphemous Radicals E.P. – Remix for Nurzery (Rhymes) – My Babylon (Tyske Ludder Remix) (3:51) – COP International

### Kompilacje
- Demo Compilation Vol. 3 (CD, Maxi) – A.I.D.S. – KM-Musik, Sounds Of Delight
- 1993: Art & Dance 4 (CD) – Zu Viel, Barthalomäus – Gothic Arts Records / Lost Paradise
- 1993: Take Off Music Volume 1 (CD) – Energie – KM-Musik
- 1994: Demo Compilation Vol. 1 (CD, Maxi) – Wie Der Stahl Gehärtet – KM-Musik, Sounds Of Delight
- 1995: An Ideal For Living 2 (CD, Ltd) – Blutrausch – Gothic Arts Records / Lost Paradise
- 1998: Electrocity Level X (CD) – Monotonie (SutterCaine Remix) – Ausfahrt
- 1999: Wellenreiter In Schwarz Vol. 3 (2 CD) – Grelle Farben – Credo, Nova Tekk
- 2005: Bodybeats (CD) – Innenraum (Sutter Cain Remix) – COP International
- 2006: Hymns Of Steel (CD) – Betrayal (Alloyed Steel Remix) – Machineries Of Joy
- 2006: Interbreeding VIII: Elements Of Violence (2 CD) – Betrayal – (Wertstahl US...) BLC Productions
- 2006: Orkus Compilation 16 (CD, Sampler, Enh) – Canossa – Orkus
- 2007: A Compilation 2 (2 CD) – Canossa – Black Rain
- 2007: Dark Visions 2 (DVD, PAL) – Canossa – Zillo
- 2007: ElektroStat 2007 (CD) – Bionic Impression  Oslo Synthfestival
- 2008: Zillo – New Signs & Sounds (CD) – Thetanen (Cruise-Up-Your-Ass-Edit by nurzery [rhymes]) – Zillo
- 2008: A Compilation 3 (2 CD) – Thetanen – Black Rain
- 2009: 12. Elektrisch Festival - Wie der Stahl gehärtet wurde (live),Khaled Aker (live) - Black A$
- 2009: Extreme Lustlieder 3 (CD) - Bastard
- 2009: Black Snow - Fairytale of the North - Black Rain